# Абауррепеа
Абауррепеа, Абаурреа-Баха (баск. Abaurrepea, ісп. Abaurrea Baja, офіційна назва Abaurrepea/Abaurrea Baja) — муніципалітет в Іспанії, у складі автономної спільноти Наварра. Населення — 41 особа (2009).
Муніципалітет розташований на відстані близько 350 км на північний схід від Мадрида, 37 км на схід від Памплони.

## Демографія
Динаміка населення (INE ):

## Галерея зображень

Розташування муніципалітету
Абауррепеа